# Everybody's in Show-Biz
Albums de The Kinks
Muswell Hillbillies
(1971) Preservation Act 1
(1973)
Everybody's in Show-Biz est un double album des Kinks paru en 1972.
Le disque comporte d'une part dix chansons nouvelles enregistrées en studio et d'autre part onze morceaux extraits d'un concert donné par le groupe le 3 mars 1972 au Carnegie Hall de New York.
Dans l'album, Ray Davies pose un regard tendre sur l'aspect erratique de la vie. Le refus du réel, thème récurrent chez Ray Davies, est abordé dans la chanson Unreal Reality. Dans Sitting in My Hotel il chante son besoin de saisir sa vrai nature, le besoin de tomber le masque que son métier d'artiste Rock lui fait porter. La musique lui a permis de se fuir sans jamais se quitter.
Celluloid Heroes est la pièce majeure de l'album. La chanson fait référence à Hollywood, usine à rêve, à ses acteurs et ses actrices. Ray Davies les fait apparaître, au-delà de leurs personnages, dans leur personne et leur humanité avec leurs fêlures intimes. La chanson exprime également le désir de se concevoir autre que soi et de s'extraire du flux anonyme des choses. Cette chanson a été reprise par divers musiciens: BAP, Bon Jovi, Joan Jett.
La majorité des morceaux enregistrés durant le concert du 3 mars 1972 au Carnegie Hall sont issues de l'album précédent Muswell Hillbillies.

## Titres
Toutes les chansons sont de Ray Davies, sauf mention contraire.

### Disque 1
1. Here Comes Yet Another Day – 3:53
2. Maximum Consumption – 4:04
3. Unreal Reality – 3:32
4. Hot Potatoes – 3:25
5. Sitting in My Hotel – 3:20
6. Motorway – 3:28
7. You Don't Know My Name (Dave Davies) – 2:34
8. Supersonic Rocket Ship – 3:29
9. Look a Little on the Sunnyside – 2:47
10. Celluloid Heroes – 6:19

### Disque 2
1. Top of the Pops – 4:33
2. Brainwashed – 2:59
3. Mr. Wonderful (L. Holofcener, G. D. Weiss, J. L. Bock) – :43
4. Acute Schizophrenia Paranoia Blues – 4:00
5. Holiday – 3:53
6. Muswell Hillbilly – 3:10
7. Alcohol – 5:19
8. Banana Boat Song (trad.) (W. A. Attaway, I. Burgie – 1:42
9. Skin and Bone – 3:54
10. Baby Face (Benny Davis, H. Akst) – 1:54
11. Lola – 1:40

### Titres bonus de la réédition remasterisée de 1998
1. Till the End of the Day – 2:00
2. She's Bought a Hat Like Princess Marina – 3:04